# Сакураґава

36°19′38″ пн. ш. 140°5′26″ сх. д. / 36.32722° пн. ш. 140.09056° сх. д.
Сакураґа́ва (яп. 桜川市, さくらがわし, МФА: [sakuɾagawa ɕi̥]) — місто в Японії, в префектурі Ібаракі.

## Короткі відомості
Розташоване в західній частині префектури, у північного підніжжя гори Цукуба, у верхній течії річки Сакура. Виникло на основі
сільських поселень раннього нового часу. Засноване 1 жовтня 2005 року шляхом об'єднання містечок Івасе, Макабе та села Ямато. Основою економіки є гірництво, видобування граніту. Традиційне ремесло — обробка каменю, виготовлення кам'яних ліхтарів. Станом на 1 жовтня 2007 площа міста становила 179,78 км². Станом на 1 серпня 2008 населення міста становило 47 094 осіб.